# Gương mặt thân quen (mùa 5)
Mùa thứ năm của chương trình Gương mặt thân quen được phát sóng trên kênh VTV3 từ ngày 13 tháng 5 đến ngày 5 tháng 8 năm 2017. Mùa này có sự tham gia của các thí sinh Tố Ny, Kỳ Phương, Jun Phạm, Hoàng Yến Chibi, Quốc Thiên và Phượng Vũ, cùng bộ ba giám khảo chính là nhạc sĩ Đức Huy, ca sĩ Mỹ Linh và NSƯT Hoài Linh. Đại Nghĩa tiếp tục là người dẫn chương trình của mùa này.
Người chiến thắng chung cuộc sau 13 tuần thi là Jun Phạm, á quân là Tố Ny, hạng ba là Quốc Thiên và hạng tư là Hoàng Yến Chibi.

## Thí sinh
| Thí sinh        | Năm sinh | Nghề nghiệp     | Kết quả   |
| --------------- | -------- | --------------- | --------- |
| Jun Phạm        | 1989     | Ca sĩ/Diễn viên | Quán quân |
| Tố Ny           | 1993     | Ca sĩ           | Á quân    |
| Quốc Thiên      | 1988     | Ca sĩ           | Hạng 3    |
| Hoàng Yến Chibi | 1995     | Ca sĩ           | Hạng 4    |
| Phượng Vũ       | 1988     | Ca sĩ           | Hạng 5    |
| Kỳ Phương       | 1977     | Ca sĩ           | Hạng 6    |

## Bảng điểm các tuần
| Thí sinh        | Tuần 1         | Tuần 2         | Tuần 3         | Tuần 4         | Tuần 5         | Tuần 6         | Tuần 7         | Tuần 8         | Tuần 9         | Tuần 10        | Tuần 11        | Tuần 12        | Tuần 13 | Tổng |
| --------------- | -------------- | -------------- | -------------- | -------------- | -------------- | -------------- | -------------- | -------------- | -------------- | -------------- | -------------- | -------------- | ------- | ---- |
| Jun Phạm        | Hạng 5 24 điểm | Hạng 5 25 điểm | Hạng 5 25 điểm | Hạng 2 32 điểm | Hạng 2 33 điểm | Hạng 1 35 điểm | Hạng 6 22 điểm | Hạng 2 32 điểm | Hạng 2 33 điểm | Hạng 5 24 điểm | Hạng 2 34 điểm | Hạng 2 32 điểm | Hạng 1  | 351  |
| Tố Ny           | Hạng 6 21 điểm | Hạng 3 30 điểm | Hạng 3 27 điểm | Hạng 4 28 điểm | Hạng 3 29 điểm | Hạng 6 22 điểm | Hạng 1 35 điểm | Hạng 3 29 điểm | Hạng 4 28 điểm | Hạng 6 22 điểm | Hạng 1 35 điểm | Hạng 1 36 điểm | Hạng 2  | 342  |
| Quốc Thiên      | Hạng 2 33 điểm | Hạng 1 36 điểm | Hạng 4 26 điểm | Hạng 1 35 điểm | Hạng 4 28 điểm | Hạng 5 23 điểm | Hạng 3 27 điểm | Hạng 4 27 điểm | Hạng 1 34 điểm | Hạng 3 30 điểm | Hạng 6 22 điểm | Hạng 4 28 điểm | Hạng 3  | 349  |
| Hoàng Yến Chibi | Hạng 4 28 điểm | Hạng 2 33 điểm | Hạng 2 34 điểm | Hạng 6 21 điểm | Hạng 1 34 điểm | Hạng 2 34 điểm | Hạng 3 27 điểm | Hạng 1 35 điểm | Hạng 5 23 điểm | Hạng 2 33 điểm | Hạng 4 27 điểm | Hạng 5 24 điểm | Hạng 4  | 353  |
| Phượng Vũ       | Hạng 3 31 điểm | Hạng 4 26 điểm | Hạng 1 35 điểm | Hạng 3 29 điểm | Hạng 6 21 điểm | Hạng 3 30 điểm | Hạng 5 26 điểm | Hạng 5 25 điểm | Hạng 6 22 điểm | Hạng 1 36 điểm | Hạng 5 25 điểm | Hạng 3 30 điểm | Hạng 5  | 336  |
| Kỳ Phương       | Hạng 1 34 điểm | Hạng 6 21 điểm | Hạng 6 24 điểm | Hạng 5 26 điểm | Hạng 5 26 điểm | Hạng 4 27 điểm | Hạng 2 34 điểm | Hạng 6 23 điểm | Hạng 3 31 điểm | Hạng 4 26 điểm | Hạng 3 28 điểm |                |         | 300  |

     Thí sinh chiến thắng trong tuần
     Thí sinh xếp cuối trong tuần
     Thí sinh chiến thắng chung cuộc của mùa giải
     Thí sinh rút lui khỏi cuộc thi

## Nhân vật hóa thân
| Tuần | Jun Phạm         | Tố Ny                       | Quốc Thiên               | Hoàng Yến Chibi             | Phượng Vũ          | Kỳ Phương               |
| ---- | ---------------- | --------------------------- | ------------------------ | --------------------------- | ------------------ | ----------------------- |
| 1    | Bích Phương      | Phương Dung                 | Sơn Tùng M-TP            | IU                          | Adele              | Janet Jackson           |
| 2    | Ý Lan            | Beyoncé                     | Hồng Ngọc                | Hồng Nhung                  | Duy Mạnh           | Andrea Bocelli          |
| 3    | EXO              | Tùng Dương                  | Britney Spears           | Triệu Vy                    | Phi Nhung          | Bảo Yến                 |
| 4    | Thanh Thảo       | Dalida                      | Trương Học Hữu           | Giao Linh                   | Christina Aguilera | Minh Thuận              |
| 5    | Quốc Đại, Cẩm Ly | Noo Phước Thịnh, Hồ Ngọc Hà | Ngọc Khuê, Phạm Anh Khoa | Céline Dion, Terry Bradford | Pink, Nate Ruess   | Siu Black, Phương Thanh |
| 6    | Tiết Gia Yến     | Thomas Anders               | Văn Hường                | Hoàng Thùy Linh             | NSƯT Thanh Lam     | Jennifer Lopez          |
| 7    | Quang Linh       | Ngọc Huệ                    | SNSD                     | Justin Bieber               | Cher               | Lưu Đức Hoa             |
| 8    | Tài Linh         | PSY                         | Lệ Quyên                 | Tài Linh                    | Lệ Quyên           | PSY                     |
| 9    | Trương Quốc Vinh | Shakira                     | Trần Tiến                | Bruno Mars                  | Thu Phương         | NSND Trần Hiếu          |
| 10   | Đông Nhi         | Tóc Tiên                    | Hồ Quỳnh Hương           | Mai Tuyết Hoa               | Donna Summer       | NSƯT Thanh Sang         |
| 11   | NSƯT Quang Lý    | NSƯT Thanh Thúy             | Quang Dũng               | Elaine Paige                | Cẩm Vân            | NSND Kiều Oanh          |
| 12   | NSƯT Thanh Nam   | Cung Lâm Na                 | Whitney Houston          | NSƯT Lan Anh                | Vương Hồng Đào     |                         |
| 13   | NSƯT Hoài Linh   | NSƯT Thoại Mỹ               | Prince Poppycock         | Ariana Grande               | Toni Braxton       |                         |

     Thí sinh chiến thắng trong tuần
     Thí sinh chiến thắng chung cuộc của mùa giải
     Thí sinh rút lui khỏi cuộc thi.

## Kết quả biểu diễn

### Tuần 1
Ngày phát sóng: 13/05/2017
| 1         | Kỳ Phương       | "Black Cat" (Sáng tác: Janet Jackson)                          | Janet Jackson | 11 | 12 | 11 | 34 | 1 |  |  |  |  |  |  |
| 2         | Jun Phạm        | "Bao giờ lấy chồng?" (Sáng tác: Huỳnh Hiền Năng)               | Bích Phương   | 8  | 8  | 8  | 24 | 5 |  |  |  |  |  |  |
| 3         | Phượng Vũ       | "Hello" (Sáng tác: Adele, Greg Kurstin)                        | Adele         | 9  | 10 | 12 | 31 | 3 |  |  |  |  |  |  |
| 4         | Hoàng Yến Chibi | "The Red Shoes" (Sáng tác: Lee Minhoo, Kim Eana)               | IU            | 10 | 9  | 9  | 28 | 4 |  |  |  |  |  |  |
| 5         | Tố Ny           | "Về đâu mái tóc người thương" (Sáng tác: Hoài Linh, Song Ngọc) | Phương Dung   | 7  | 7  | 7  | 21 | 6 |  |  |  |  |  |  |
| 6         | Quốc Thiên      | "Lạc trôi" (Sáng tác: Sơn Tùng M-TP)                           | Sơn Tùng M-TP | 12 | 11 | 10 | 33 | 2 |  |  |  |  |  |  |
|           |                 |                                                                |               |    |    |    |    |   |  |  |  |  |  |  |
| Khách mời | BGK             | "Xích Lô" (Sáng tác: Võ Thiện Thanh)                           |               |    |    |    |    |   |  |  |  |  |  |  |

### Tuần 2
Ngày phát sóng: 20/05/2017
| 1         | Hoàng Yến Chibi | Liên khúc: "Hòn đá trong vườn tôi" – "Con chim sâu" (Sáng tác: Quốc Trung, Dương Thụ)     | Hồng Nhung               | 11 | 11 | 11 | 33 | 2 |  |  |  |  |  |  |
| 2         | Phượng Vũ       | "Giây phút chia xa" (Sáng tác: Duy Mạnh)                                                  | Duy Mạnh                 | 8  | 9  | 9  | 26 | 4 |  |  |  |  |  |  |
| 3         | Quốc Thiên      | "Vùng trời bình yên" (Sáng tác: Hữu Tâm)                                                  | Hồng Ngọc, Đàm Vĩnh Hưng | 12 | 12 | 12 | 36 | 1 |  |  |  |  |  |  |
| 4         | Kỳ Phương       | "Can't Help Falling In Love" (Sáng tác: Hugo Peretti, Luigi Creatore, George David Weiss) | Andrea Bocelli           | 7  | 7  | 7  | 21 | 6 |  |  |  |  |  |  |
| 5         | Jun Phạm        | "Duyên kiếp" (Sáng tác: Lam Phương)                                                       | Ý Lan                    | 9  | 8  | 8  | 25 | 5 |  |  |  |  |  |  |
| 6         | Tố Ny           | "Crazy In Love" (Sáng tác: Beyoncé, Rich Harrison, Shawn Carter, Eugene Record)           | Beyoncé                  | 10 | 10 | 10 | 30 | 3 |  |  |  |  |  |  |
|           |                 |                                                                                           |                          |    |    |    |    |   |  |  |  |  |  |  |
| Khách mời | Hà Thúy Anh     | "Bởi vì em cần anh" (Sáng tác: Tuấn Mario)                                                |                          |    |    |    |    |   |  |  |  |  |  |  |

### Tuần 3
Ngày phát sóng: 27/05/2017
Giám khảo khách mời: Chí Tài (thay thế cho Mỹ Linh)
| 1         | Quốc Thiên      | "Womanizer" (Sáng tác: Nikeshia Briscoe, Rafael Akinyemi) | Britney Spears | 9  | 9  | 8  | 26 | 4 |  |  |  |  |  |  |
| 2         | Tố Ny           | "Con cò" (Sáng tác: Lưu Hà An)                            | Tùng Dương     | 7  | 10 | 10 | 27 | 3 |  |  |  |  |  |  |
| 3         | Phượng Vũ       | "Áo mới Cà Mau" (Sáng tác: Thanh Sơn)                     | Phi Nhung      | 11 | 12 | 12 | 35 | 1 |  |  |  |  |  |  |
| 4         | Hoàng Yến Chibi | "Có một cô gái" (Sáng tác: Chiung Yao, Lee Cheng Fan)     | Triệu Vy       | 12 | 11 | 11 | 34 | 2 |  |  |  |  |  |  |
| 5         | Kỳ Phương       | "Chiều hạ vàng" (Sáng tác: Nguyễn Bá Nghiêm)              | Bảo Yến        | 8  | 7  | 9  | 24 | 6 |  |  |  |  |  |  |
| 6         | Jun Phạm        | "Lotto" (Sáng tác: Seolim, Jo Yoonkyung, Kim Minji, JQ)   | EXO (Baekhyun) | 10 | 8  | 7  | 25 | 5 |  |  |  |  |  |  |
|           |                 |                                                           |                |    |    |    |    |   |  |  |  |  |  |  |
| Khách mời | Bạch Công Khanh | "Good Boy Gone Bad" (Sáng tác: Châu Đăng Khoa)            |                |    |    |    |    |   |  |  |  |  |  |  |

### Tuần 4
Ngày phát sóng: 03/06/2017
Giám khảo khách mời: Phương Dung (thay thế cho Mỹ Linh)
| 1         | Jun Phạm            | "Có quên được đâu" (Sáng tác: Đức Trí)                                                                                 | Thanh Thảo         | 11 | 9  | 12 | 32 | 2 |  |  |  |  |  |  |
| 2         | Tố Ny               | "Paroles, Paroles" (Sáng tác: Gianni Ferrio, Leo Chiosso, Giancarlo Del Re)                                            | Dalida             | 10 | 8  | 10 | 28 | 4 |  |  |  |  |  |  |
| 3         | Kỳ Phương           | Liên khúc: "Tình thơ" – "Nỗi đau ngọt ngào" (Sáng tác: Hoài An, Quốc Dũng)                                             | Minh Thuận         | 8  | 10 | 8  | 26 | 5 |  |  |  |  |  |  |
| 4         | Hoàng Yến Chibi     | "Tâm sự với anh" (Sáng tác: Hoàng Trang)                                                                               | Giao Linh          | 7  | 7  | 7  | 21 | 6 |  |  |  |  |  |  |
| 5         | Quốc Thiên          | "Một ngàn lý do đau lòng" (Sáng tác: Xing Zenghua, Lee Caisong)                                                        | Trương Học Hữu     | 12 | 12 | 11 | 35 | 1 |  |  |  |  |  |  |
| 6         | Phượng Vũ           | "Ain't No Other Man" (Sáng tác: Christina Aguilera, Chris Martin, Cara DioGuardi, Charles Martin Roane, Harold Beatty) | Christina Aguilera | 9  | 11 | 9  | 29 | 3 |  |  |  |  |  |  |
|           |                     | |                    |    |    |    |    |   |  |  |  |  |  |  |
| Khách mời | Trần Hằng, Phúc Lâm | "Cỏ Úa" (Sáng tác: Lam Phương)                                                                                         |                    |    |    |    |    |   |  |  |  |  |  |  |

### Tuần 5
Ngày phát sóng: 10/06/2017
| 1         | Tố Ny Đặng Việt Thanh   | "Em đi tìm anh" (Sáng tác: Châu Đăng Khoa)                         | Hồ Ngọc Hà Noo Phước Thịnh | 8  | 9  | 12 | 29 | 3 |  |  |  |  |  |  |
| 2         | Phượng Vũ Lê Thái Sơn   | "Just Give Me A Reason" (Sáng tác: Pink, Nate Ruess, Jeff Bhasker) | Pink Nate Ruess            | 7  | 7  | 7  | 21 | 6 |  |  |  |  |  |  |
| 3         | Jun Phạm Hòa Minzy      | "Cà phê miệt vườn" (Sáng tác: Minh Vy)                             | Quốc Đại Cẩm Ly            | 11 | 12 | 10 | 33 | 2 |  |  |  |  |  |  |
| 4         | Quốc Thiên Ngọc Khuê    | "Trước ngày hội bắn" (Sáng tác: Trịnh Quý)                         | Phạm Anh Khoa Ngọc Khuê    | 10 | 10 | 8  | 28 | 4 |  |  |  |  |  |  |
| 5         | Hoàng Yến Chibi Lân Nhã | "Beauty And The Beast" (Sáng tác: Howard Ashman, Alan Menken)      | Céline Dion Terry Bradford | 12 | 11 | 11 | 34 | 1 |  |  |  |  |  |  |
| 6         | Kỳ Phương Hà Thúy Anh   | "Ly cà phê Ban Mê" (Sáng tác: Nguyễn Cường)                        | Siu Black Phương Thanh     | 9  | 8  | 9  | 26 | 5 |  |  |  |  |  |  |
|           |                         |                                                                    |                            |    |    |    |    |   |  |  |  |  |  |  |
| Khách mời | Hồng Gấm                | "Đường xưa" (Sáng tác: Quốc Dũng)                                  |                            |    |    |    |    |   |  |  |  |  |  |  |

### Tuần 6
Ngày phát sóng: 17/06/2017
| 1         | Kỳ Phương           | "Let's Get Loud" (Sáng tác: Gloria Estefan, Kike Santander)                | Jennifer Lopez  | 9  | 9  | 9  | 27 | 4 |  |  |  |  |  |  |
| 2         | Phượng Vũ           | "Đá trông chồng" (Sáng tác: Lê Minh Sơn)                                   | NSƯT Thanh Lam  | 10 | 10 | 10 | 30 | 3 |  |  |  |  |  |  |
| 3         | Quốc Thiên Lê Giang | "Chuyến xe cuối tuần" (Sáng tác: NSND Viễn Châu)                           | Văn Hường       | 8  | 8  | 7  | 23 | 5 |  |  |  |  |  |  |
| 4         | Hoàng Yến Chibi     | "Bánh trôi nước" (Sáng tác: Hồ Xuân Hương, Hồ Hoài Anh)                    | Hoàng Thùy Linh | 11 | 12 | 11 | 34 | 2 |  |  |  |  |  |  |
| 5         | Jun Phạm            | "Gia đình vui vẻ" (Sáng tác: Li Ziyang)                                    | Tiết Gia Yến    | 12 | 11 | 12 | 35 | 1 |  |  |  |  |  |  |
| 6         | Tố Ny               | Liên khúc: "Brother Louie" – "Cheri, Cheri Lady" (Sáng tác: Dieter Bohlen) | Thomas Anders   | 7  | 7  | 8  | 22 | 6 |  |  |  |  |  |  |
|           |                     |                                                                            |                 |    |    |    |    |   |  |  |  |  |  |  |
| Khách mời | Tố My               | "Con đường xưa em đi" (Sáng tác: Châu Kỳ, Hồ Đình Phương)                  |                 |    |    |    |    |   |  |  |  |  |  |  |

### Tuần 7
Ngày phát sóng: 24/06/2017
| 1         | Phượng Vũ                   | "Dov'è L'Amore" (Sáng tác: Mark Taylor, Paul Barry)                                                          | Cher          | 9  | 8  | 9  | 26 | 5 |  |  |  |  |  |  |
| 2         | Kỳ Phương                   | "Bản tình ca buồn" (Sáng tác: Wu Xiqian, Andy Lau)                                                           | Lưu Đức Hoa   | 11 | 11 | 12 | 34 | 2 |  |  |  |  |  |  |
| 3         | Tố Ny NNƯT Hồ Thanh Châu    | "Phút thư giãn với hội bài chòi" (Sáng tác: Trường Đình Quang, Trần Văn Nhân, Thanh Thảo)                    | Ngọc Huệ      | 12 | 12 | 11 | 35 | 1 |  |  |  |  |  |  |
| 4         | Quốc Thiên Đại Nhân Minh Xù | "Lion Heart" (Sáng tác: Sean Alexander, Darren Smith, Claudia Brant, Ilwol Paril, Choi Soyoung, Joy Factory) | SNSD          | 10 | 9  | 8  | 27 | 3 |  |  |  |  |  |  |
| 5         | Jun Phạm                    | "Đêm hoa đăng" (Sáng tác: Văn Khánh)                                                                         | Quang Linh    | 8  | 7  | 7  | 22 | 6 |  |  |  |  |  |  |
| 6         | Hoàng Yến Chibi             | Liên khúc: "Love Yourself" – "Sorry" (Sáng tác: Ed Sheeran, Benny Blanco, Justin Bieber, Julia Michaels)     | Justin Bieber | 7  | 10 | 10 | 27 | 3 |  |  |  |  |  |  |
|           |                             | |               |    |    |    |    |   |  |  |  |  |  |  |
| Khách mời | Lê Thái Sơn, Như Trang      | "Yêu thương mong manh" (Sáng tác: Đức Trí)                                                                   |               |    |    |    |    |   |  |  |  |  |  |  |

### Tuần 8
Ngày phát sóng: 01/07/2017
| 1         | Tố Ny                   | "Daddy" (Sáng tác: Park Jaesang, Teddy, Dominique Regiacorte)                       | PSY      | 7  | 11 | 11 | 29 | 3 |  |  |  |  |  |  |
| 2         | Quốc Thiên              | "Duyên phận" (Sáng tác: Thái Thịnh)                                                 | Lệ Quyên | 10 | 9  | 8  | 27 | 4 |  |  |  |  |  |  |
| 3         | Jun Phạm Thanh Duy      | Trích đoạn: "Thần Nữ Ngộ Duyên Tiết Ứng Luông" (Sáng tác: Minh Tơ, NSND Thanh Tòng) | Tài Linh | 12 | 10 | 10 | 32 | 2 |  |  |  |  |  |  |
| 4         | Phượng Vũ               | "Nhật ký đời tôi" (Sáng tác: Thanh Sơn)                                             | Lệ Quyên | 8  | 8  | 9  | 25 | 5 |  |  |  |  |  |  |
| 5         | Hoàng Yến Chibi Gia Bảo | Trích đoạn: "Bao Công vô lò gạch" (Sáng tác: Minh Tơ, NSND Thanh Tòng)              | Tài Linh | 11 | 12 | 12 | 35 | 1 |  |  |  |  |  |  |
| 6         | Kỳ Phương               | "Gangnam Style" (Sáng tác: Park Jaesang, Yoo Gunhyung)                              | PSY      | 9  | 7  | 7  | 23 | 6 |  |  |  |  |  |  |
|           |                         |                                                                                     |          |    |    |    |    |   |  |  |  |  |  |  |
| Khách mời | Ngân Quỳnh              | "Tình yêu trả lại trăng sao" (Sáng tác: Lê Dinh)                                    |          |    |    |    |    |   |  |  |  |  |  |  |

### Tuần 9
Ngày phát sóng: 08/07/2017
| 1         | Hoàng Yến Chibi | "That's What I Like" (Sáng tác: Bruno Mars, Philip Lawrence, Christopher Brody Brown, James Fauntleroy, Johnathan Yip, Ray Romulus, Jeremy Reeves, Ray McCullough II) | Bruno Mars       | 8  | 8  | 7  | 23 | 5 |  |  |  |  |  |  |
| 2         | Kỳ Phương       | "Riêng một góc trời" (Sáng tác: Ngô Thụy Miên) | NSND Trần Hiếu   | 10 | 10 | 11 | 31 | 3 |  |  |  |  |  |  |
| 3         | Phượng Vũ       | "Về đây nghe em" (Sáng tác: A Khuê, Trần Quang Lộc) | Thu Phương       | 7  | 7  | 8  | 22 | 6 |  |  |  |  |  |  |
| 4         | Jun Phạm        | "Ánh trăng nói hộ lòng tôi" (Sáng tác: Ông Thanh Khuê, Tôn Nghi) | Trương Quốc Vinh | 12 | 12 | 9  | 33 | 2 |  |  |  |  |  |  |
| 5         | Quốc Thiên      | "Vết chân tròn trên cát" (Sáng tác: Trần Tiến) | Trần Tiến        | 11 | 11 | 12 | 34 | 1 |  |  |  |  |  |  |
| 6         | Tố Ny           | "Loca" Sáng tác: Shakira, Ramon Arias Vasques, Edward Bello, Armando Pérez, Dylan Mills                                                                               | Shakira          | 9  | 9  | 10 | 28 | 4 |  |  |  |  |  |  |
|           |                 | |                  |    |    |    |    |   |  |  |  |  |  |  |
| Khách mời | Bùi Caroon      | "Say tình" (Nhạc nước ngoài – Lời Việt: Quốc Tuấn) |                  |    |    |    |    |   |  |  |  |  |  |  |

### Tuần 10
Ngày phát sóng: 15/07/2017
| 1         | Jun Phạm               | "Shake The Rhythm" (Sáng tác: Đỗ Hiếu)                                  | Đông Nhi        | 9  | 8  | 7  | 24 | 5 |  |  |  |  |  |  |
| 2         | Quốc Thiên             | "Nuối tiếc" (Sáng tác: Hồ Hoài Anh)                                     | Hồ Quỳnh Hương  | 10 | 10 | 10 | 30 | 3 |  |  |  |  |  |  |
| 3         | Kỳ Phương NSƯT Mỹ Hằng | Trích đoạn: "Kiều Nguyệt Nga" (Sáng tác: Ngọc Cung)                     | NSƯT Thanh Sang | 8  | 9  | 9  | 26 | 4 |  |  |  |  |  |  |
| 4         | Tố Ny                  | "Gục ngã" (Sáng tác: Phúc Trường)                                       | Tóc Tiên        | 7  | 7  | 8  | 22 | 6 |  |  |  |  |  |  |
| 5         | Hoàng Yến Chibi        | "Quê choa" (Sáng tác: Nguyễn Minh Khiêm)                                | Mai Tuyết Hoa   | 11 | 11 | 11 | 33 | 2 |  |  |  |  |  |  |
| 6         | Phượng Vũ              | "Hot Stuff" (Sáng tác: Pete Bellotte, Harold Faltermeyer, Keith Forsey) | Donna Summer    | 12 | 12 | 12 | 36 | 1 |  |  |  |  |  |  |
|           |                        |                                                                         |                 |    |    |    |    |   |  |  |  |  |  |  |
| Khách mời | Nguyên Lộc             | "Comme Toi" (Sáng tác: Jean-Jacques Goldman)                            |                 |    |    |    |    |   |  |  |  |  |  |  |

### Tuần 11
Ngày phát sóng: 22/07/2017
| 1         | Kỳ Phương       | "Trầm tích Huế thơ" (Biên soạn: NSND La Cẩm Vân)                                  | NSND Kiều Oanh  | 9  | 9  | 10 | 28 | 3 |  |  |  |  |  |  |
| 2         | Phượng Vũ       | "Bài ca không quên" (Sáng tác: Phạm Minh Tuấn)                                    | Cẩm Vân         | 10 | 7  | 8  | 25 | 5 |  |  |  |  |  |  |
| 3         | Quốc Thiên      | "Vì đó là em" (Sáng tác: Diệu Hương)                                              | Quang Dũng      | 7  | 8  | 7  | 22 | 6 |  |  |  |  |  |  |
| 4         | Hoàng Yến Chibi | "Memory" (trong vở nhạc kịch "Cats") (Sáng tác: Andrew Lloyd Webber, Trevor Nunn) | Elaine Paige    | 8  | 10 | 9  | 27 | 4 |  |  |  |  |  |  |
| 5         | Tố Ny           | "Biết ơn chị Võ Thị Sáu" (Sáng tác: Nguyễn Đức Toàn)                              | NSƯT Thanh Thúy | 11 | 12 | 12 | 35 | 1 |  |  |  |  |  |  |
| 6         | Jun Phạm        | "Đoàn giải phóng quân" (Sáng tác: Phan Huỳnh Điểu)                                | NSƯT Quang Lý   | 12 | 11 | 11 | 34 | 2 |  |  |  |  |  |  |
|           |                 |                                                                                   |                 |    |    |    |    |   |  |  |  |  |  |  |
| Khách mời | Nhật Thủy       | "Chim trắng mồ côi" (Sáng tác: Minh Vy, Hồng Xương Long)                          | Cẩm Ly          |    |    |    |    |   |  |  |  |  |  |  |

### Tuần 12
Ngày phát sóng: 29/07/2017
Kể từ tuần này, Kỳ Phương rút lui khỏi chương trình vì lý do sức khỏe.
| 1         | Hoàng Yến Chibi | "Người Hà Nội" (Sáng tác: Nguyễn Đình Thi)                    | NSƯT Lan Anh    | 8  | 8  | 8  | 24 | 5 |  |  |  |  |  |  |
| 2         | Tố Ny           | "Tình yêu không thể mua bán" (Sáng tác: Zhou Hongtao, He Xin) | Cung Lâm Na     | 12 | 12 | 12 | 36 | 1 |  |  |  |  |  |  |
| 3         | Quốc Thiên      | "I Have Nothing" (Sáng tác: David Foster, Linda Thompson)     | Whitney Houston | 10 | 9  | 9  | 28 | 4 |  |  |  |  |  |  |
| 4         | Jun Phạm        | "Vợ tôi tôi sợ" (Sáng tác: NSND Viễn Châu)                    | NSND Thanh Nam  | 11 | 11 | 10 | 32 | 2 |  |  |  |  |  |  |
| 5         | Phượng Vũ       | "Bài ca mặt nạ tuồng" (Sáng tác: Yao Ming, Yan Su)            | Vương Hồng Đào  | 9  | 10 | 11 | 30 | 3 |  |  |  |  |  |  |
|           |                 |                                                               |                 |    |    |    |    |   |  |  |  |  |  |  |
| Khách mời | NSƯT Đại Nghĩa  | "Ngọn lửa cao nguyên" (Sáng tác: Trần Tiến)                   |                 |    |    |    |    |   |  |  |  |  |  |  |
| Khách mời | Thanh Duy       | "HaHaHa" (Sáng tác: Thăng Long, Đại Nhân)                     |                 |    |    |    |    |   |  |  |  |  |  |  |

### Chung kết
Truyền hình trực tiếp: 5 tháng 8 năm 2017
|           | Thí sinh                              | Bài hát                                                                              | Nhân vật         | Hạng |  |
| --------- | ------------------------------------- | ------------------------------------------------------------------------------------ | ---------------- | ---- |  |
| 1         | Jun Phạm Tuấn Dũng Will S.T Sơn Thạch | "Hoa hậu châu Á" (Sáng tác: Hoài Linh, Vân Sơn)                                      | NSƯT Hoài Linh   | 1    |  |
| 2         | Hoàng Yến Chibi                       | "Focus" (Sáng tác: Savan Kotecha, Peter Svensson, Ilya Salmanzadeh, Ariana Grande)   | Ariana Grande    | 4    |  |
| 3         | Tố Ny                                 | Trích đoạn: "Chung Vô Diệm" (Sáng tác: Loan Thảo)                                    | NSƯT Thoại Mỹ    | 2    |  |
| 4         | Quốc Thiên                            | "Feeling Good" (Sáng tác: Anthony Newley, Leslie Bricusse)                           | Prince Poppycock | 3    |  |
|           |                                       |                                                                                      |                  |      |  |
| Khách mời | Phượng Vũ                             | "Un-Break My Heart" Sáng tác: Diane Warren                                           | Toni Braxton     |      |  |
| Khách mời | Hiền Thục                             | "Itsy Bitsy Teenie Weenie Yellow Polkadot Bikini" Sáng tác: Paul Vance, Lee Pockriss |                  |      |  |
| Khách mời | Ngô Kiến Huy                          | "Nupakachi" Sáng tác: Only C                                                         |                  |      |  |

Các giải thưởng phụ

- Thí sinh được yêu thích nhất do khán giả bình chọn: Quốc Thiên (35.4%)
- Thí sinh nỗ lực nhất do ban tổ chức bình chọn: Phượng Vũ
- Thí sinh thân thiện nhất do ban tổ chức bình chọn: Quốc Thiên